# یوهی نیشیمورا
یوهی نیشیمورا (ژاپنی: 西村 洋平؛ زادهٔ ۱ ژوئن ۱۹۹۳) یک بازیکن فوتبال اهل ژاپن است.
از باشگاه‌هایی که در آن بازی کرده‌است می‌توان به باشگاه فوتبال توچیگی و باشگاه فوتبال فوجی‌ئدا اشاره کرد.